# Verdrag van Montgomery

Kaart van Wales na het sluiten van het verdrag van Montgomery

Het Verdrag van Montgomery was een verdrag dat op 29 september 1267 werd gesloten tussen Hendrik III van Engeland en de Welshe vorst Llywelyn ap Gruffydd waarin deze laatste werd erkend als prins van Wales.

## Geschiedenis
Llywelyn ap Gruffydd had aan de zijde van Simon V van Montfort meegevochten in de Tweede Baronnenoorlog en had in deze periode zijn macht gevestigd in Gwynedd. Op 31 oktober 1266 werd het Dictum van Kenilworth uitgevaardigd wat een belangrijke stap was richting vrede in de oorlog met de baronnen. Om de vrede verder te bestendigen werd er ook toenadering gezocht richting de Welshmen. In het verdrag gaf Hendrik III Llewelyn uitgebreide macht in het noordwesten van Wales en werd hij in zijn eigen recht erkend als Prins van Wales. Hij verkreeg hiermee de macht over Gwynedd en tevens werd hij leenheer van de andere Welshe heren. Hiervoor moest Llewelyn wel een schatting van 25.000 marken betalen aan de Engelse koning.
Voor Eduard III van Engeland was het verdrag een aantasting van de rechten van de Engelse koning. Na zijn troonsbestijging zocht hij naar een gerechtigde reden om de oorlog tegen Llyewelyn te starten. Deze tartte herhaaldelijk bepalingen in het verdrag. Zo weigerde hij op te draven voor de koning wanneer hem dat gevraagd werd en ook betaalde hij een schatting van 15.000 marken niet. Toen Llewelyn in 1275 zijn in ballingschap gestuurde echtgenote, Eleonora van Montfort, naar Wales trachtte te halen handelde Eduard III snel. Hij wist haar schip te onderscheppen en zette haar gevangen in Windsor Castle. Het jaar daarop verklaarde hij de oorlog aan de Welshmen en viel hij Wales binnen. Dit resulteerde in het Verdrag van Aberconwy waarbij de bepalingen van het verdrag van Montgomery werden vervangen door gunstigere voorwaarden voor Eduard.